# Horvát-kódex

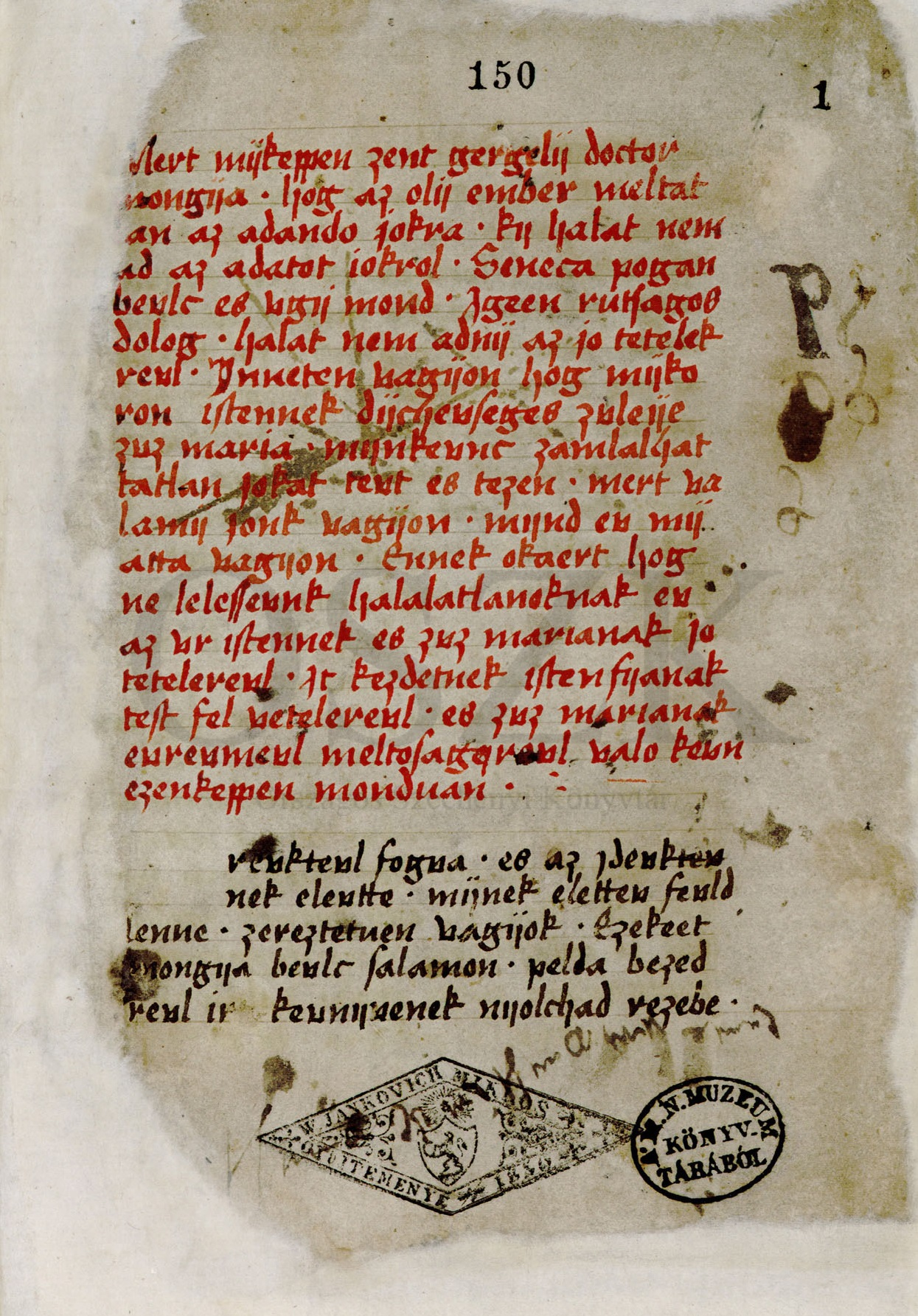
A Horvát-kódex egyik levele.

A Horvát-kódex késő középkori magyar kódex, melyet Ráskay Lea domonkos-rendi apáca készített 1522-ben. A 137 levél terjedelmű alkotás elmélkedéseket, prédikációkat, és Clairvaux-i Szent Bernát mondásait tartalmazza. Nevét Horvát István bölcsészdoktor (1784–1846) emlékére Toldy Ferenctől kapta. A kódex eredetileg Jankovich Miklósé volt, később a Magyar Nemzeti Múzeum tulajdonába került. Volf György 1877-ben adta ki a Nyelvemléktár VI. kötetében.